# Климент Смолятич
Кли́мент (Клим) Смоля́тич (год рождения неизвестен — ум. после 1164) — древнерусский средневековый мыслитель, Митрополит Киевский и всея Руси (1147—1155), церковный писатель, первый древнерусский богослов, второй митрополит восточнославянского происхождения. Был высокообразованным человеком своего времени. В летописи упоминается как такой «книжник и философ, каких в Русской земле ещё не бывало».

## Биография

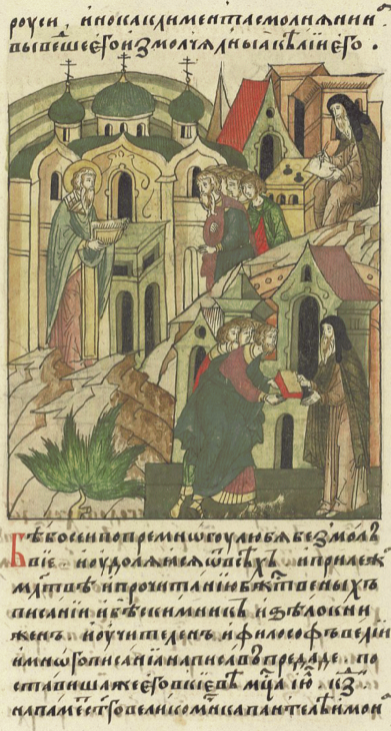
Сцены из жизни Климента до посвящения в митрополиты

Точных данных, впрочем, как и неточных, о жизни Климента весьма мало. Существуют споры относительно следующих данных из его биографии:
1. Точное имя — Клим или Климент, так как это не тождественные имена даже в то время; в ранних летописях он именуется исключительно Климом[4];
2. Нет точных данных относительно вопроса, Смолятич — отчество или демоним[4];
3. Был ли он насельником Афона до возвращения на Русь[4];

Достоверно известно, что Климент был монахом Зарубского монастыря (на берегу Днепра, напротив устья Трубежа). Он был родом русин, черноризец и затворник, строгий и просвещённый подвижник.
В 1147 по инициативе киевского князя Изяслава Мстиславича, Клим Смолятич был поставлен митрополитом Киевским и Всея Руси без полагающейся санкции Константинопольского патриарха, что вызвало огромное неудовольствие и противодействие среди церковнослужителей-греков. Однако, патриарший престол пустовал с февраля по декабрь 1147 года после скандального патриаршества Михаила II Куркуаса и Косьмы II Аттика и утвердить его кандидатуру было некому. Интронизация состоялась 27 июля в Софийском соборе. Особую роль в его интронизации имел Онуфрий Черниговский.
Сошлись епископы: Онуфрий черниговский, Федор белогородский, Евфимий переяславский, Демьян юрьевский, Федор владимирский, Нифонт новгородский, Мануйло смоленский. Они сказали: «нет того в законе, чтобы епископам ставить митрополита без патриарха, но ставит митрополита патриарх; а мы не будем ни кланяться тебе, ни служить с тобою, потому что ты не брал благословения в храме у св. Софии от Патриарха. Если ты поправишь дело, испросишь благословение у патриарха, то мы тебе поклонимся. Мы взяли записку от митрополита Михаила в том, что нам не следует в храме св. Софии служить без митрополита». Митрополит сердился за то на епископов. Черниговский епископ Онуфрий сказал: «а я знаю, что мы имеем право поставить митрополита: у нас есть голова святого Климента, а ведь греки ставят рукою святого Иоанна». Епископы согласились с этим и главою святого Климента поставили митрополита
Однако, вследствие того, что в междукняжеской борьбе Климент встал на сторону Изяслава, его полномочия были признаны только в тех землях, которые находились в сфере политического влияния киевского князя. Под руководством новгородского епископа Нифонта и князя Юрия Долгорукого против Климента возникла влиятельная церковно-политическая оппозиция. Попытки Климента привлечь на свою сторону колеблющихся (например, его послание к смоленскому князю Ростиславу) остались безрезультатными.
После смерти Изяслава (1154) Климент Смолятич принуждён был оставить митрополичью кафедру.

## Литературное наследие
До нас дошло лишь одно произведение, бесспорно ему принадлежащее — «Послание, написано Климентом митрополитом русским, Фоме, прозвитеру, истолковано Афанасием мнихом». Старший из известных списков Послания датируется XV веком. Памятник состоит из двух частей. Первая — предисловие, в котором Климент отводит упрёки Фомы, обвиняющего его в тщеславии, в том, что Климент мнит себя «философом», вместо «почитаемых писаний» ссылается на Гомера, Аристотеля и Платона. Климент отстаивает своё право «пытати потонку божественных писаний», то есть прибегать при толковании библейских образов и выражений к притчам и иносказаниям, а не ограничиваться буквальным их пониманием. Вторая часть Послания содержит толкования библейских выражений; многие из них имеют параллели в других источниках. Неясна роль «Афанасия мниха», который, судя по заголовку, принимал участие в «истолковании», поэтому степень авторства Климента в этой части Послания остаётся спорной.
Клименту приписывается поучение, озаглавленное «В субботу сыропустную память творим святых отець». Измаил Срезневский предположил, что Климент является автором произведения под заглавием: «Слово о любви Климово».
Клименту принадлежат также ответы на вопросы Кирика Новогородца, сохранившиеся в изложении последнего.